# Melaminharz

Strukturelement eines gehärteten Melamin-Formaldehyd-Kondensationsharzes

Melaminharze (Melamin-Formaldehyd-Kondensationsharze, DIN-Kurzzeichen: MF) sind Kunstharze (Kondensationsharze), die auf den Verbindungen Melamin und Formaldehyd basieren und zu den Aminoplasten zählen. Nach dem Durchhärten über eine Polykondensation bilden die Harze duroplastische Kunststoffe. Neben den klassischen Melamin-Formaldehyd-Kondensationsharzen werden auch modifizierte Melaminharze, wie Melamin-Phenol-Formaldehyd-Harze (DIN-Kurzzeichen: MPF) und Melamin-Harnstoff-Formaldehyd-Harze (DIN-Kurzzeichen: MUF) hergestellt.

## Geschichte
Melamin wurde 1834 von Justus Liebig erstmals dargestellt. In Deutschland und der Schweiz begann in den Jahren 1936 bis 1938 die großtechnische Melaminharzproduktion. 1957 kamen Melamin-Phenol-Formaldehyd-Copolykondensate auf den Markt.

## Herstellung von Melamin-Formaldehyd-Kondensationsharzen
Als Zwischenprodukt werden Hydroxymethylmelamine (Hexamethylolverbindungen) durch Addition von Formaldehyd an Melamin in wässriger Lösung gewonnen. Je nach Menge an Formaldehyd bilden sich Tri- bis Hexa-Hydroxymethylmelamine:
Das in Wasser lösliche Produkt wird als Lösung oder nach Trocknung als Pulver weiterverarbeitet. Mit Füllstoffen (z. B. Zellstoff) und Zuschlägen, wie Farbstoffe und Katalysatoren, werden nach Trocknung Formmassen gewonnen. Bei 140–160 °C unter Druck erfolgt eine Polykondensation, die zu unlöslichen und nicht schmelzbaren Formteilen oder Beschichtungen führen. Die Kondensationsreaktionen führen zur Verknüpfung der Monomere über Ether- und Methylengruppen:
Bei vollständiger Härtung bilden sich jedoch engmaschig über Methylengruppen vernetzte Kunststoffe:

Mögliche Struktur eines gehärteten Melamin-Formaldehyd-Harzes. Gestrichelte Linien deuten die Fortsetzung des Makromoleküls an.

## Eigenschaften
Die Eigenschaften von Melaminharzen sind deutlich von den Zuschlägen abhängig. Sie sind im Vergleich zu anderen Duroplasten gut witterungs- und lichtbeständig. Sie sind bei Temperaturen bis maximal 80–130 °C, kurzzeitig auch 150 °C, dauerhaft thermisch und mechanisch stabil, durch die Zugabe von Additiven kann die Temperaturresistenz erhöht werden. Melaminharze sind mittelgute elektrische Isolatoren. Sie neigen zur Rissbildung wegen Nachschwindung. Melaminharze besitzen eine hohe Oberflächenhärte und Kratzfestigkeit, einen hohen Oberflächenglanz und eine hohe Kriechstromfestigkeit. Sie sind beständig gegen schwache Säuren und Laugen, Öle und Fette, nicht jedoch gegen starke Säuren und Laugen. Allerdings kann Melaminharz in geringem Maße auch zu Melamin und Formaldehyd zurückreagieren, vor allem, wenn es in Kontakt mit heißen Flüssigkeiten kommt. Das Bundesinstitut für Risikobewertung warnt daher davor, heiße, flüssige Lebensmittel wie Kaffee oder Suppe in Geschirr aus Melaminharz einzufüllen, denn zum Teil würden dabei „hohe Mengen an Melamin oder Formaldehyd freigesetzt“, welche gesundheitsschädlich seien.

## Verwendung

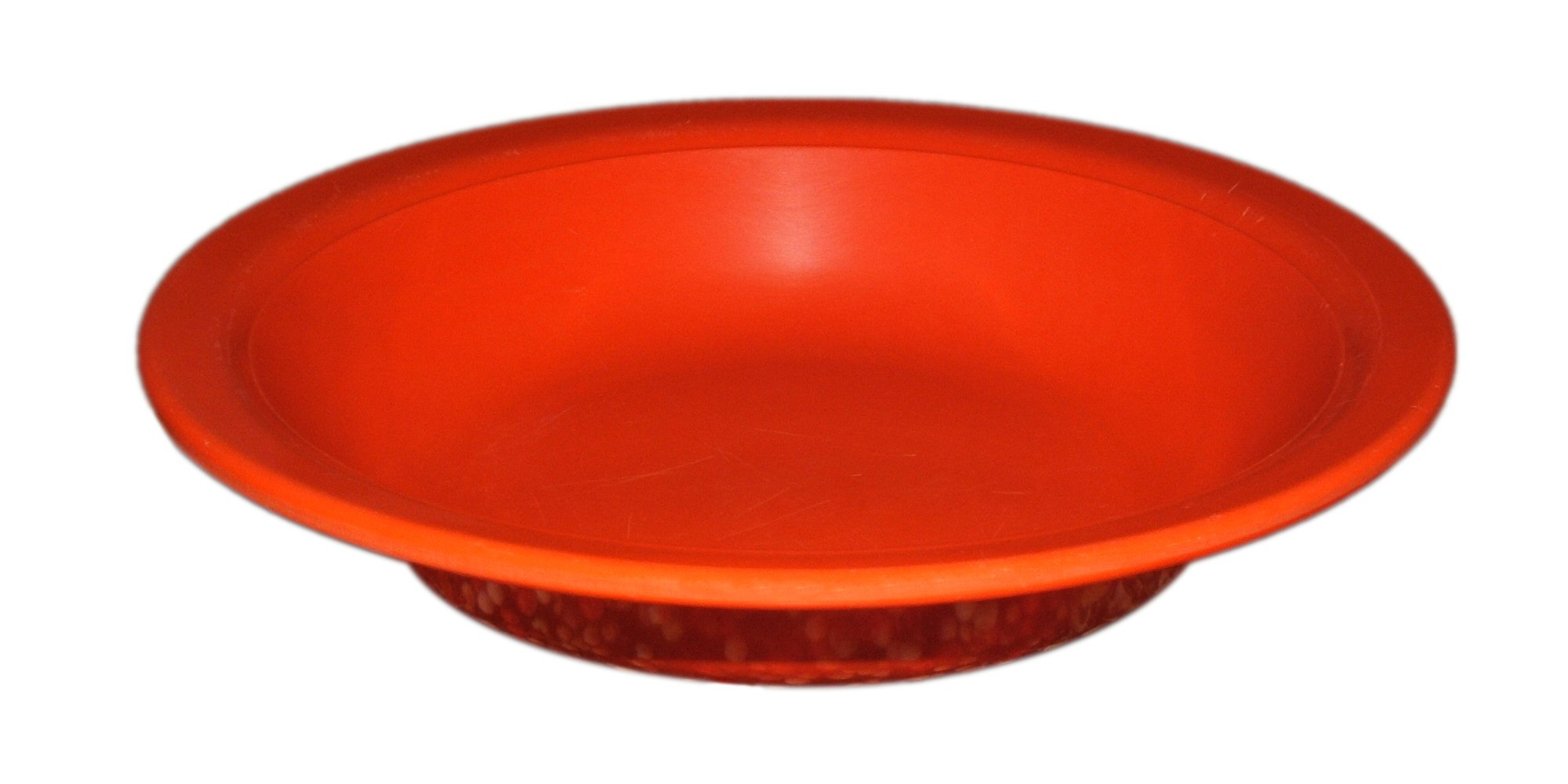
Teller aus Melaminharz

Melaminharze werden zur Herstellung von Formteilen mit Füllstoffen (40 % – 50 %) für elektrische Isolierteile, Schalterteile, Essgeschirr, Beschläge von Kochgeschirr verwendet. 
Als Schichtpressstoffe, beispielsweise mit Papier, Glasfasern oder Baumwollgewebe, werden sie für Möbel- und Türbeschichtungen verwendet. Vorkondensate werden als Leim- oder Lackharze (Einbrennlacke) genutzt. Auf dem Markt werden mit Melaminharzen imprägnierte Papiere als Alternative etwa zu Oberflächen aus Holzfurnieren oder Vollholz angeboten. Verschiedene Herstellungsverfahren erzeugen dabei unterschiedliche Güteklassen, etwa High Pressure Laminate (HPL) und Continous Pressure Laminate (CPL). Auch Direktbeschichtungen mit Melaminharz werden eingesetzt. Dem Melaminharz werden Methanol, Glycole, ε-Caprolactam oder Zucker beigegeben, um die Sprödigkeit zu kompensieren und das Material so flexibler und rissbeständiger zu machen.
Das Institut Holzforschung Austria untersucht seit mindestens 2017 die Schadstoff-Emissionen von Türen, dabei werden die Ausdünstungen von flüchtigen organischen Verbindungen (VOCs) und Formaldehyd betrachtet. Dabei werden auch Türelemente mit Melaminharzbeschichtung geprüft. Es wird das komplette Bauteil betrachtet, um die Gesamtemissionen zu messen. Produktabhängig werden je nach Hersteller verschiedene Materialkombinationen eingesetzt, wobei die Komponenten zum Teil miteinander wechselwirken, dadurch können die Emissionen beeinflusst werden. Laut Holzforschung Austria haben Beschichtungen und Oberflächen einen „nicht zu vernachlässigbaren Beitrag“ an den Gesamtemissionen von Türen.
Schon 1989 wurden Melaminharzfasern (MF) von der BASF in den USA entwickelt. Sie weisen eine außerordentliche thermische Beständigkeit (Dauertemperatur-Beständigkeit bis 200 °C) auf, sind unschmelzbar und haben eine gute Alkali- und Säurebeständigkeit. Die Stapelfasern können in Mischungen mit Baumwollfasern oder synthetischen Chemiefasern zu feuerfesten Textilien (z. B. Feuerschutzanzügen) eingesetzt werden. Auch Melamin-Meltblown-Vliesstoffe haben Marktreife erreicht.

## Modifizierte Melaminharze
- Melamin-Phenol-Formaldehyd-Harze (MPF)
- Melamin-Harnstoff-Formaldehyd-Harze (MUF)
- Melamin-Polyester
- MUPF-Leim

## Handelsnamen
- MF: Basotect (Melaminharzschaum)[13], Melopas, Textolite
- MPF: Bakelite
- Schichtpressstoffe: Resopal, Resonit, SprelaCart